# Statsråd (titel)
Statsråd (finska: valtioneuvos) är en honorärtitel instiftad 1930 i Finland som kan utdelas av republikens president efter ansökan. Liksom övriga liknande titlar i Finland betalar man en stämpelskatt för att lösa ut den, och statsråd är tillsammans med bergsråd den dyraste titeln. Avgiften betalas inte av mottagaren själv utan av den part som önskar honorera en tidigare dignitär. 

## Titelinnehavare i Finland
Titlar tilldelade sedan 1917:
- Juho Kusti Paasikivi, senator, statsminister, president (1930)
- Eemil Nestor Setälä, senator, professor (1934)
- Eero Yrjö Pehkonen, senator, landshövding (1948)
- Karl-August Fagerholm, statsminister, talman (1969)
- Martti Miettunen, landshövding, statsminister (1977)
- Johannes Virolainen, statsminister, talman  (1989)
- Harri Holkeri, ordförande i bankfullmäktige för Finlands Bank, statsminister  (1998)
- Riitta Uosukainen, utbildningsminister, talman (2004)

Före detta statsministern Paavo Lipponen tackade nej till titeln med hänvisning till att ingen utanför Finland vet vad valtioneuvos (statsråd) betyder och att han nöjer sig med att bli omnämnd som tidigare regeringschef.

## Storfurstendömet Finland
Under ryska tiden fanns honorärtitelarna stadsråd och verkligt statsråd.